# بخش ریواداویا (سانتیاگو دل استرو)
بخش ریواداویا (به اسپانیایی: Departamento Rivadavia) یک منطقهٔ مسکونی در آرژانتین است که در استان سانتیاگو دل استرو واقع شده‌است. بخش ریواداویا ۳٬۴۰۲ کیلومتر مربع مساحت و ۵٬۰۱۵ نفر جمعیت دارد.